# Кружење око сунца (роман)
Кружење око сунца (енгл. Circling the Sun) је историјски фиктивни роман Поле Меклејн из 2015. године о изузетној жени Берил Маркам и њеној снази да се вине далеко у висине.

## Радња
Радња романа се дешава у Кенији двадесетих година прошлог века. Кружење око сунца удахњује живот неустрашивој и заносној жени – Берил Маркам, пионирки у тренирању коња и авијатичарки рекордерки. Након трагичног љубавног троугла с ловцем Денисом Финчом Хатоном и Карен Бликсен, ауторком романа Моја Африка, постаје свесна сопствене снаге и своје судбине: летења.
Роман почиње причом о томе како двогодишња Берил Клатербак са породицом, 1904. напушта Еглеску и насељава се на имању од 1500 хектара у Кенији. Ненавикнута на тако тежак начин живота, Берилина мајка, одлучује да се врати у Енглеску. Њен одлазак представља само први у низу губитака које ће ова девојчица доживети, међутим, она проналази утеху у раду на имању и помагању оцу у тренирању расних коња. Иако занемарена, израста у дивљу, одважну девојку, способну да преживи све што је снађе. Након напада лава, проналази мантру која ће јој помоћи да се одржи у животу: „Могу да поднесем готово све што ми мој свет буде приредио.“
Берил у Кенији подижу отац, тренер тркачких коња, и урођеничко племе Кипсиги које је живело на очевој земљи након што ју је мајка оставила. Захваљујући таквом неконвенционалном васпитању Берил се преображава у смелу младу жену жестоке воље и љубави према свему дивљем. Берил се упушта у низ поражавајућих веза и сврстава у друштво Срећне долине, заједницу декадентних и боемских досељеника.
Пола Меклејн у роману открива необичне пустоловине жене испред свог времена, усхићење слободом, цену која се за то плаћа, као и снагу истрајности људског духа.
Берил Маркам је постала најмлађи и уједно једини женски тренер коња у Кенији. То је било почетком 20. века када је било довољно да жене јашу попут мушкараца да би шокирале јавност. Прелепа, паметна и тврдоглава, независна млада авантуристкиња у панталонама, опчињавала је све мушкарце и жене које би срела. Њена страст је била необуздана; Кружење око сунца дочарава живот жене која делује натприродно самоуверено, чак и када јој се свет урушава. Непоколебана пропалом везом, несрећним разводом и сиромаштвом на помолу, она наставља даље. Преокреће своју судбину тренирајући ждрепца по имену Мудро дете, и успешно ризикујући на тркалишту.
У срцу романа налази се њена сложена, експлозивно романтична веза са ловцем аристократом Денисом Финчом Хатоном. 
Меклејн вешто поставља зрелу везу Карен Бликсен и Хатона наспрам заноса младе жене. Маркам је с друге стране сматрала жустрог Енглеза и љубитеља поезије, својом сродном душом. „Витман је је величао“, каже она, „самодовољност и слободу духа, повезаност с дивљим створењима и дивљином – то је део мене, а и Дениса“.
Финч Хатон је Берил упознао са чарима летења. „'Звучи божанствено', рекла сам му. 'Сачувај нешто од тога и за мене.'“ Али Хатон гине у авионској несрећи, у лету у коме је и сама Маркам требала да буде.
Пола Меклејн је својој јунакињи дала бујан и интригантан глас, дочаравши тако њену завидну храброст и независност.  У висинама изнад Атлантика, у својој 28 години, она коначно прихвата своју слободу за којом трага пркосећи гравитацији.

## Мемоари Берил Макрам
Берил Маркам, списатељица, авијатичарка и авантуристкиња осамдесетих година 20. века, била је заборављена. Њена књига из 1942. године West with the Night у којој је описала свој лет преко Атлантског океана, одавно је престала да се штампа. Вратила се у Најроби и састављала крај са крајем, бавећи се обуком тркачких коња. А онда је откривено давно заборављено писмо у којем јој је Ернест Хемингвеј упутио похвалу („То је проклето добра књига“). West with the Night је поново објављена 1983. године, поставши велики хит и омогућивши Маркам да 1986. умре као богата жена.